# 松前町立北伊予小学校
松前町立北伊予小学校（まさきちょうりつ きたいよしょうがっこう）は、愛媛県伊予郡松前町にある男女共学の公立小学校。

## 概要
松前町の東、北伊予地区に位置する。かつては中学校も敷地内に立地し、運動場を共用していた。

## 校章・校旗・校歌
校歌
題　「希望の一歩」
作詞・作曲　黒田　勉

## 沿革
- 1890年（明治23年）6月  - 北伊予尋常小学校として創立。
- 1892年（明治25年）11月 - 北伊予尋常高等小学校に改称。
- 1941年（昭和16年）11月 - 北伊予国民学校に改称。
- 1947年（昭和22年）4月  - 北伊予村立北伊予小学校に改称。
- 1955年（昭和30年）3月  - 町村合併により、松前町立北伊予小学校に改称[1]。

## 校区
- 大字徳丸、中川原、出作、神崎、鶴吉、横田、大溝、永田、東古泉[2]